# Kappishäusern
Kappishäusern ist ein Stadtteil der Stadt Neuffen im Landkreis Esslingen in Baden-Württemberg.

## Geographie
Kappishäusern liegt am Westhang des Jusi in Richtung Ermstal, rund drei Kilometer westlich von Neuffen in Richtung Metzingen. Kappishäusern hat mit der Stadt Neuffen zwar eine (kurze) gemeinsame Grenze, geografisch bildet es jedoch eine funktionale Exklave. Auf dem Straßenweg ist es über den Nachbarort Kohlberg im Norden und die Stadt Dettingen im Süden zu erreichen.

## Geschichte
Der Name des Ortes wird relativ spät, nämlich erst 1396, als Cappushusern urkundlich erstmals erwähnt. Damals verkaufte Bertha von Seeburg alle von ihrem Bruder Hans ererbten Güter, Rechte und Leute, darunter auch Besitz in Kappishäusern, an Eberhard III. von Württemberg. Seit 1424 ist das Kloster Zwiefalten als geistlicher Grundherr nachgewiesen. 1750 gingen die Besitzungen des Klosters an Württemberg über. Das Stift Urach war ein weiterer geistlicher Grundherr, der 1493 einen Lehenhof besaß. Die Uracher Mönche wurden wegen ihrer Kopfbedeckung als Kappenherren bezeichnet. Bereits 1534/35 ging dieser Besitz im Zuge der Reformation an Württemberg. Die Württemberger waren damit der bedeutendste Grundherr in Kappishäusern.
Während des Dreißigjährigen Krieges (1618–1648) war das Dorf von 1635 bis 1651 unbewohnt. Im Jahr 1655 lebten in Kappishäusern erst wieder vier Familien mit 20 Personen.
Kappishäusern gehörte bis 1558 ins Gericht nach Neuffen, ab 1602 nach Kohlberg. Kirchlich gehörte der Ort, in dem zunächst keine eigene Kirche oder Kapelle stand, zur Pfarrei Dettingen an der Erms (Dekanat Urach). Bei den evangelischen Christen ist dies heute noch so. Es gibt seit 1953 eine evangelische Kirche, die Michaelskirche. Sie gehört zur evangelischen Kirchengemeinde Dettingen an der Erms im Kirchenbezirk Bad Urach-Münsingen der Evangelischen Landeskirche in Württemberg trotz kommunaler Zugehörigkeit von Kappishäusern zur Stadt Neuffen im Landkreis Esslingen.
Auf Katholischer Seite  gehört Kappishäusern mit Neuffen, Beuren und Kohlberg zur Kirchengemeinde St. Michael in Neuffen.
Am 1. Juli 1972 wurde Kappishäusern nach Neuffen eingemeindet.

## Politik

### Ortsvorsteher und Ortschaftsrat
Ehrenamtliche Ortsvorsteherin ist Annemarie Schur. Der Ortschaftsrat besteht aus sechs Personen.

### Wappen
Offizielle Blasonierung des Ortswappens: In Silber auf grünem Boden ein linkshin schreitender, schwarz gekleideter Kappenherr (Mönch), ein Buch in den Händen haltend. Der Mönch mit der so bezeichnenden Kopfbedeckung der "Brüder vom gemeinsamen Leben" erinnert an die früheren Grundherren.

### Einwohnerentwicklung
Die Einwohnerzahlen 1834 bis 1970 sind Volkszählungsergebnisse
| Stichtag | Einwohnerzahl |
| -------- | ------------- |
| 1834     | 197           |
| 1852     | 274           |
| 1885     | 249           |
| 1925     | 215           |
| 1939     | 194           |
| 1950     | 270           |
| 1961     | 371           |
| 1970     | 453           |
| 2008     | 517           |
| 2018     | 490           |

## Öffentliche Einrichtungen und Bauwerke

### Kommunal
- Es gibt das ehemalige Rathaus, das noch heute vom Ortsvorsteher und vom Ortschaftsrat in seiner Funktion genutzt wird. Im Rathaus ist auch die Freiwillige Feuerwehr Neuffen, Abteilung Kappishäusern, untergebracht (Im Jahr 2013 feierte sie ihr 125-jähriges Bestehen).
- Außerdem besteht ein Kindergarten.
- Weiterhin gibt es ein Bürger- und Gemeindehaus – beide können von den Bürgerinnen und Bürgern der Gemeinde genutzt werden für allerlei Aktivitäten. Auch ein Backhaus steht den Kappishäusenern zur Verfügung.

### Kirchlich
- Die evangelische Michaelskirche wurde 1953 vom Reutlinger Architekt Manfred Wizgall gebaut.[3] Das farbverglaste Chorfenster schuf damals der Stuttgarter Glaskünstler Adolf Valentin Saile mit dem Motiv des auferstandenen und wiederkommenden Christus.
- Das evangelische Gemeindehaus wurde 1990 errichtet. Das markante Rundfenster wurde mit einem Glasgemälde von Thierry Boissel, seit 1991 Leiter der Studien- und Experimentierwerkstatt für Glasmalerei, Licht und Mosaik an der Akademie der Bildenden Künste München,[4] mit dem in der höchsten Weinbaugemeinde Baden-Württembergs naheliegenden Motiv „Ich bin der Weinstock, ihr seid die Reben“ (Joh 15,5 LUT) versehen, und zwar nicht in der weit über tausend Jahre alten Technik der Bleiverglasung, sondern in einem vom Künstler innovativ entwickelten ganzheitlichen Verfahren des Blasens, Zusammenfügens, Brennens und Bemalens der gesamten Scheibe.[5]

## Weinbau
Etwas Besonderes ist der Weinbau in Kappishäusern. 1947 bildete sich die Weingärtnergenossenschaft Hohenneuffen-Teck e.G., Kappishäusern wurde Mitglied dieser Genossenschaft. Die zur Großlage Hohenneuffen gehörenden Weinberge des Ortes gehen bis zur 530-Meter-Höhenlinie und sind damit die am zweithöchsten gelegenen in ganz Baden-Württemberg. Dass Weinbau in dieser Höhe möglich ist, verdankt man den warmen Mergelböden und den sonnigen Hanglagen.

## Vereine
- Die 1892 gegründete Ortsgruppe Kohlberg-Kappishäusern des Schwäbischen Albvereins wurde 1992 mit der Eichendorff-Plakette ausgezeichnet.

## Verkehr
Kappishäusern ist über die Landesstraße L 1210 Kohlberg–Metzingen straßenmäßig angebunden. Über die Kreisstraße K 6712 ist Dettingen an der Erms erreichbar.